# Dimitri Oosterlynck
 (juin 2014).
Si vous disposez d'ouvrages ou d'articles de référence ou si vous connaissez des sites web de qualité traitant du thème abordé ici, merci de compléter l'article en donnant les références utiles à sa vérifiabilité et en les liant à la section « Notes et références ».
Dimitri Oosterlynck est un producteur, comédien, scénariste et réalisateur belge, cofondateur de la fondation AdVitam, fondation pour le soutien de projets de développement durable.  

## Carrière
Dimitri Oosterlynck réalise son premier dessin animé à l'âge de 12 ans à l'aide d'une caméra Super 8. 
En 2001, il fonde l'une des principales entreprises de multimédia belge, hooox, spécialisée dans les applications technologiques de pointe pour le marketing, la publicité, l'évènement et la muséologie. En 2003-2004, il crée la première émission pour enfants animée par un présentateur 3D virtuel en direct à la télévision pour RTL-TVI (Disney Kidsclub). En 2004 il invente les Talking-Ads, des affiches publicitaires parlantes qui lui vaudront un Award pour la campagne Ford-Ogilvy-Clearchannel. En 2006, il lance la série culte TVBelgiek, une émission satirique  animée dont il produira pas moins de 450 épisodes. Une version arabe de la série voit le jour sous le nom de Hallawood. TVBelgiek lance aussi sa carrière d'imitateur. En 2007, il revend ses parts de hooox à Mathieu Van Marcke, devenu son associé en 2006, qui développera l'entreprise pour en faire l'une des  principales agences de marketing immobilière d'Europe du Nord. 
Dimitri Oosterlynck se spécialise alors dans la production TV. Il lance en 2013 les animations quotidiennes des cartoons du belge Pierre Kroll pour la RTBF en prêtant également sa voix aux différentes personnalités politiques croquées par le dessinateur. Cette même année, il lance également sa nouvelle production, Charly Sputnik, mix entre MacGyver et Mr. Bean traitant du recyclage et de l'environnement avec humour et ingéniosité. Il est également l'initiateur de la série Abracadabra où il collabore avec les futurs stars de l'animation Goum et Boriau.  
En 2011, il rejoint la troupe de la comédie musicale satirique Sois Belge et tais-toi où il incarne Wouter Beke (président du CD&V), Alexander De Croo (président de l'Open VLD), Charles Michel (président du MR), François de Brigode ainsi que plusieurs personnages secondaires (syndicaliste, accompagnateur de la SNCB...). Il est le premier acteur flamand à intégrer la troupe. 
En octobre 2013 il quitte le tournage d'une publicité lorsqu'il apprend que celle-ci est financé par la société controversée Monsanto.